# Калюжный, Иван Владимирович
Ива́н Влади́мирович Калю́жный (укр. Іван Володимирович Калюжний; род. 21 января 1998, Должик, Харьковская область) — украинский футболист, полузащитник клуба «Металлист 1925» и сборной Украины.

## Клубная карьера
Воспитанник академии харьковского «Металлиста», в которой учился в течение семи лет. До «Металлиста» играл за харьковский «Арсенал», приезжая только на игры, на тренировку попадал редко. Первые тренеры — Владимир Линке и Олег Крамаренко. С 2011 по 2014 год провел за харьковчан 62 матча и забил 18 голов в чемпионате ДЮФЛУ, а также 7 матчей (1 гол) в высшей лиге юношеского чемпионата Украины (U-17). Проходил сборы с первой командой «Металлиста» во время зимнего перерыва в чемпионате 2014/15.
27 февраля 2015 подписал контракт с киевским «Динамо». В том же году сыграл за киевлян 16 матчей и забил один гол в ДЮФЛ, впоследствии стал выступать за юношескую (U-17 — 3 матча, 1 гол; U-19 — 67 матчей, 6 голов) и молодёжную (20 матчей, 1 гол) команды «Динамо». 67 игр, проведенных Калюжным в чемпионате Украины U-19, являются вторым показателем за всю историю турнира. Был капитаном команды U-19. Становился победителем (2015/16, 2016/17) и серебряным призёром (2014/15) Юношеского чемпионата Украины, победителем молодежного чемпионата Украины 2017/18. Также провел 12 матчей (1 гол) в Молодёжной Лиге УЕФА. 8 октября 2016 дебютировал в составе первой команды «Динамо» в товарищеской игре против «Олимпика» (3:3), отыграв весь матч и забив гол на 83 минуте.
Летом 2018 года Калюжный мог перейти в «Волынь», но предпочел возвращение в родной город, заключив 1 июля договор о выступлениях в «Металлисте 1925» на правах аренды с «Динамо». Дебютировал на профессиональном уровне 22 июля в матче первого тура Первой лиги против «Агробизнес» (2:0), выйдя на замену на 67 минуте (при счете 0:0) вместо Евгения Терзи. Сразу стал игроком основного состава харьковской команды, приняв участие в 26 играх чемпионата (из 27 командных), в 25 из них выйдя в стартовом составе. Также сыграл один матч в Кубке Украины. Отличился одним голом за «Металлист 1925 года» в чемпионате.
24 июля 2019 стал игроком перволигового львовского «Руха». В сезоне 2019/20 сыграл в Первой лиге 27 матчей из 30 командных и забил два гола, помог львовянам занять второе место в чемпионате и повыситься в классе. В УПЛ дебютировал в первом туре сезона 2020/21, выйдя в стартовом составе «Руха» в матче против «Ворсклы» (2:5). После окончания срока аренды в конце 2020 года покинул львовский клуб.
12 февраля 2021 подписал 2-летний контракт с другим клубом УПЛ, «Александрией». В январе 2022 продлил контракт с «желто-черными» до мая 2025. В сезоне 2021/22, недоигранном из-за полномасштабного вторжения России в Украину, провел 16 матчей (2 гола, 3 голевых передачи) и вошел в список 33-х лучших футболистов УПЛ по версии издания SportArena как центральный полузащитник № 3.
18 апреля 2022 года перешел в исландский клуб «Кеблавик» на условиях аренды из «Александрии» до конца сезона 2021/22.

## Карьера в сборной
Вызывался в юношеские сборные команды Украины U-17 и U-19. Дебютировал в сборной 13 августа 2013 в матче сборной Украины U-17 против сверстников из Шотландии (2:2).
11 октября 2024 года дебютировал за сборную Украины в матче против Грузии (1:0).

## Достижения
«Александрия»
- Серебряный призёр чемпионата Украины: 2024/25